# Emanuele Barbella
Emanuele Barbella (14. dubna 1718 Neapol – 1. ledna 1777 tamtéž) byl italský houslista a hudební skladatel.

## Život
Základní hudební vzdělání a houslovou vituozitu získal u svého otce, Francesca Barbelly, který vyučoval na neapolské kontervatoři Santa Maria di Loreto. Kompozici studoval u proslulého neapolského skladatele Leonarda Lea a Michela Gabelloneho (1692-1740). V roce 1753 se stal prvním houslistou v divadle Teatro Nuovo. Od roku 1756 se stal členem Capella Reale a od roku 1761 působil v Teatro San Carlo.
Kromě toho se věnoval i pedagogické činnosti. Mezi jeho studenty byli Pasquale Bini a Giuseppe Tartini. Byl průvodcem Charlese Burneyho a jedním z hlavních zdrojů informací pro jeho známý hudební cestopis The Present State of Music in France and Italy, vydaný v roce 1771. Sám patrně navštívil Londýn v šedesátých letech, neboť v této době byla řada jeho skladeb v Londýně vydána.

## Dílo (výběr)
Barbellovo dílo zahrnuje široké spektrum hudby pro smyčcové nástroje, dueta, tria, kombinace smyčcových a dechových nástrojů i koncerty pro mandolínu. Mezi jeho skladbami je jediná opera, Elmira generosa, uvedená v Neapoli v roce 1753, kterou napsal ve spolupráci s Nicolou Logroscinem. Kompozice jeho děl je jednoduchá, melodie snadno zapamatovatelné, takže dosáhly značné popularity. Jsou často používány v houslových školách.
- Elmira generosa (opera buffa, libreto Pietro Trinchera, spolupráce Nicola Bonifacio Logroscino, Neapol, 1753)
- 2 Concerti
- 12 triových sonát pro dvoje housle a basso continuo
- 6 trii per violino e violoncello
- 33 Duetti per 2 Violini
- 12 Soli pro housle a basso continuo
- 17 sonát pro housle a basso continuo
- 6 sonát pro dvoje housle, violoncello a cembalo
- 6 sonát pro housle a violoncello
- 4 sonát pro dvě mandolíny
- 3 triové sonáty pro dvoje housle a basso continuo
- 3 sonáty pro dvoje housle
- Sonáta pro dvě mandolíny a basso continuo